# Campeonato Mundial de Halterofilismo de 2003
O Campeonato Mundial de Halterofilismo de 2003 foi a 73ª edição do campeonato de halterofilismo, organizado pela Federação Internacional de Halterofilismo (FIH). O campeonato ocorreu no Centro de Convenções de Vancouver, em Vancouver, no Canadá, entre 14 a 22 de novembro de 2003. Foram disputadas 15 categorias (8 masculino e 7 feminino), com a presença de 505 halterofilistas (287 masculino e 208 feminino) de 67 nacionalidades filiadas à Federação Internacional de Halterofilismo (FIH). Teve como destaque a China com 33 medalhas no total, sendo 19 de ouro.

## Medalhistas

### Masculino
| Evento    | Ouro                            | Ouro     | Prata                          | Prata    | Bronze                                | Bronze   |
| 56 kg     | 56 kg                           | 56 kg    | 56 kg                          | 56 kg    | 56 kg                                 | 56 kg    |
| --------- | ------------------------------- | -------- | ------------------------------ | -------- | ------------------------------------- | -------- |
| Arranque  | Wu Meijin · China               | 127,5 kg | Sedat Artuç · Turquia          | 125,0 kg | Lu Jinbi · China                      | 125,0 kg |
| Arremesso | Wu Meijin · China               | 160,0 kg | Wang Shin-yuan · Taipé Chinesa | 155,0 kg | Adrian Jigău · Roménia                | 155,0 kg |
| Total     | Wu Meijin · China               | 287,5 kg | Adrian Jigău · Roménia         | 277,5 kg | Sedat Artuç · Turquia                 | 277,5 kg |
| 62 kg     |                                 |          |                                |          |                                       |          |
| Arranque  | Halil Mutlu · Turquia           | 147,5 kg | Shi Zhiyong · China            | 147,5 kg | Le Maosheng · China                   | 135,0 kg |
| Arremesso | Halil Mutlu · Turquia           | 175,0 kg | Shi Zhiyong · China            | 170,0 kg | Le Maosheng · China                   | 170,0 kg |
| Total     | Halil Mutlu · Turquia           | 322,5 kg | Shi Zhiyong · China            | 317,5 kg | Le Maosheng · China                   | 305,0 kg |
| 69 kg     |                                 |          |                                |          |                                       |          |
| Arranque  | Zhang Guozheng · China          | 152,5 kg | Arkadiusz Smółka · Polónia     | 152,5 kg | Lee Bae-young Coreia do Sul           | 150,0 kg |
| Arremesso | Zhang Guozheng · China          | 192,5 kg | Lee Bae-young Coreia do Sul    | 190,0 kg | Afgan Bayramov · Azerbaijão           | 180,0 kg |
| Total     | Zhang Guozheng · China          | 345,0 kg | Lee Bae-young Coreia do Sul    | 340,0 kg | Turan Mirzayev · Azerbaijão           | 327,5 kg |
| 77 kg     |                                 |          |                                |          |                                       |          |
| Arranque  | Li Hongli · China               | 162,5 kg | Vyacheslav Yershov · Rússia    | 162,5 kg | Reyhan Arabacıoğlu · Turquia          | 160,0 kg |
| Arremesso | Mohammad Ali Falahatinejad Irão | 202,5 kg | Mehmet Yılmaz · Turquia        | 195,0 kg | Reyhan Arabacıoğlu · Turquia          | 195,0 kg |
| Total     | Mohammad Ali Falahatinejad Irão | 357,5 kg | Reyhan Arabacıoğlu · Turquia   | 355,0 kg | Li Hongli · China                     | 352,5 kg |
| 85 kg     |                                 |          |                                |          |                                       |          |
| Arranque  | Sergo Chakhoyan · Austrália     | 172,5 kg | Erdal Sunar · Turquia          | 172,5 kg | Aliaksandr Anishchanka · Bielorrússia | 172,5 kg |
| Arremesso | Valeriu Calancea · Roménia      | 215,0 kg | Yuan Aijun · China             | 212,5 kg | Sergo Chakhoyan · Austrália           | 205,0 kg |
| Total     | Valeriu Calancea · Roménia      | 382,5 kg | Yuan Aijun · China             | 382,5 kg | Sergo Chakhoyan · Austrália           | 377,5 kg |
| 94 kg     |                                 |          |                                |          |                                       |          |
| Arranque  | Milen Dobrev · Bulgária         | 185,0 kg | Aleksey Petrov · Rússia        | 185,0 kg | Pavel Harkavy · Bielorrússia          | 182,5 kg |
| Arremesso | Vadim Vacarciuc · Moldávia      | 222,5 kg | Milen Dobrev · Bulgária        | 220,0 kg | Hakan Yılmaz · Turquia                | 220,0 kg |
| Total     | Milen Dobrev · Bulgária         | 405,0 kg | Hakan Yılmaz · Turquia         | 400,0 kg | Vadim Vacarciuc · Moldávia            | 400,0 kg |
| 105 kg    |                                 |          |                                |          |                                       |          |
| Arranque  | Vladimir Smorchkov · Rússia     | 195,0 kg | Said Saif Asaad · Catar        | 195,0 kg | Denys Hotfrid · Ucrânia               | 192,5 kg |
| Arremesso | Alan Tsagaev · Bulgária         | 235,0 kg | Bünyamin Sudaş · Turquia       | 230,0 kg | Gleb Pisarevskiy · Rússia             | 227,5 kg |
| Total     | Said Saif Asaad · Catar         | 422,5 kg | Vladimir Smorchkov · Rússia    | 417,5 kg | Bünyamin Sudaş · Turquia              | 415,0 kg |
| +105 kg   |                                 |          |                                |          |                                       |          |
| Arranque  | Jaber Saeed Salem · Catar       | 210,0 kg | Hossein Rezazadeh Irão         | 207,5 kg | Evgeny Chigishev · Rússia             | 205,0 kg |
| Arremesso | Hossein Rezazadeh Irão          | 250,0 kg | Viktors Ščerbatihs · Letônia   | 245,0 kg | Velichko Cholakov · Bulgária          | 242,5 kg |
| Total     | Hossein Rezazadeh Irão          | 457,5 kg | Velichko Cholakov · Bulgária   | 447,5 kg | Viktors Ščerbatihs · Letônia          | 445,0 kg |

- — RECORDE MUNDIAL

### Feminino
| Evento    | Ouro                            | Ouro     | Prata                             | Prata    | Bronze                          | Bronze   |
| 48 kg     | 48 kg                           | 48 kg    | 48 kg                             | 48 kg    | 48 kg                           | 48 kg    |
| --------- | ------------------------------- | -------- | --------------------------------- | -------- | ------------------------------- | -------- |
| Arranque  | Wang Mingjuan · China           | 90,0 kg  | Izabela Dragneva · Bulgária       | 85,0 kg  | Nurcan Taylan · Turquia         | 85,0 kg  |
| Arremesso | Wang Mingjuan · China           | 110,0 kg | Aree Wiratthaworn · Tailândia     | 107,5 kg | Rosmainar · Indonésia           | 105,0 kg |
| Total     | Wang Mingjuan · China           | 200,0 kg | Aree Wiratthaworn · Tailândia     | 190,0 kg | Nurcan Taylan · Turquia         | 187,5 kg |
| 53 kg     |                                 |          |                                   |          |                                 |          |
| Arranque  | Udomporn Polsak · Tailândia     | 100,0 kg | Junpim Kuntatean · Tailândia      | 97,5 kg  | Ri Song-hui · Coreia do Norte   | 95,0 kg  |
| Arremesso | Ri Song-hui · Coreia do Norte   | 127,5 kg | Udomporn Polsak · Tailândia       | 122,5 kg | Junpim Kuntatean · Tailândia    | 120,0 kg |
| Total     | Udomporn Polsak · Tailândia     | 222,5 kg | Ri Song-hui · Coreia do Norte     | 222,5 kg | Junpim Kuntatean · Tailândia    | 217,5 kg |
| 58 kg     |                                 |          |                                   |          |                                 |          |
| Arranque  | Sun Caiyan · China              | 100,0 kg | Patmawati Abdul Hamid · Indonésia | 97,5 kg  | Alexandra Escobar · Equador     | 92,5 kg  |
| Arremesso | Sun Caiyan · China              | 125,0 kg | Patmawati Abdul Hamid · Indonésia | 120,0 kg | Maryse Turcotte · Canadá        | 120,0 kg |
| Total     | Sun Caiyan · China              | 225,0 kg | Patmawati Abdul Hamid · Indonésia | 217,5 kg | Aylin Daşdelen · Turquia        | 210,0 kg |
| 63 kg     |                                 |          |                                   |          |                                 |          |
| Arranque  | Hanna Batsiushka · Bielorrússia | 113,5 kg | Nataliya Skakun · Ucrânia         | 110,0 kg | Liu Xia · China                 | 107,5 kg |
| Arremesso | Nataliya Skakun · Ucrânia       | 138,0 kg | Liu Xia · China                   | 137,5 kg | Xiong Meiying · China           | 135,0 kg |
| Total     | Nataliya Skakun · Ucrânia       | 247,5 kg | Liu Xia · China                   | 245,0 kg | Hanna Batsiushka · Bielorrússia | 240,0 kg |
| 69 kg     |                                 |          |                                   |          |                                 |          |
| Arranque  | Liu Chunhong · China            | 120,0 kg | Valentina Popova · Rússia         | 117,5 kg | Eszter Krutzler · Hungria       | 117,5 kg |
| Arremesso | Liu Chunhong · China            | 150,0 kg | Eszter Krutzler · Hungria         | 145,0 kg | Valentina Popova · Rússia       | 140,0 kg |
| Total     | Liu Chunhong · China            | 270,0 kg | Eszter Krutzler · Hungria         | 262,5 kg | Valentina Popova · Rússia       | 257,5 kg |
| 75 kg     |                                 |          |                                   |          |                                 |          |
| Arranque  | Nahla Ramadan · Egito           | 117,5 kg | Şule Şahbaz · Turquia             | 115,0 kg | Rumyana Petkova · Bulgária      | 112,5 kg |
| Arremesso | Nahla Ramadan · Egito           | 145,0 kg | Slaveyka Ruzhinska · Bulgária     | 140,0 kg | Nadiya Shamanska · Ucrânia      | 135,0 kg |
| Total     | Nahla Ramadan · Egito           | 262,5 kg | Slaveyka Ruzhinska · Bulgária     | 252,5 kg | Şule Şahbaz · Turquia           | 242,5 kg |
| +75 kg    |                                 |          |                                   |          |                                 |          |
| Arranque  | Ding Meiyuan · China            | 137,5 kg | Albina Khomich · Rússia           | 130,0 kg | Olha Korobka · Ucrânia          | 125,0 kg |
| Arremesso | Ding Meiyuan · China            | 162,5 kg | Albina Khomich · Rússia           | 160,0 kg | Jang Mi-ran Coreia do Sul       | 157,5 kg |
| Total     | Ding Meiyuan · China            | 300,0 kg | Albina Khomich · Rússia           | 290,0 kg | Olha Korobka · Ucrânia          | 277,5 kg |

- — RECORDE MUNDIAL

## Quadro de medalhas
Quadro de medalhas no total combinado
| Ordem | País            | Medalha de ouro | Medalha de prata | Medalha de bronze | Total |
| ----- | --------------- | --------------- | ---------------- | ----------------- | ----- |
| 1     | China           | 6               | 3                | 2                 | 11    |
| 2     | Irão            | 2               | 0                | 0                 | 2     |
| 3     | Turquia         | 1               | 2                | 5                 | 8     |
| 4     | Bulgária        | 1               | 2                | 0                 | 3     |
| 5     | Tailândia       | 1               | 1                | 1                 | 3     |
| 6     | Roménia         | 1               | 1                | 0                 | 2     |
| 7     | Ucrânia         | 1               | 0                | 1                 | 2     |
| 8     | Egito           | 1               | 0                | 0                 | 1     |
| 8     | Catar           | 1               | 0                | 0                 | 1     |
| 10    | Rússia          | 0               | 2                | 1                 | 3     |
| 11    | Hungria         | 0               | 1                | 0                 | 1     |
| 11    | Indonésia       | 0               | 1                | 0                 | 1     |
| 11    | Coreia do Norte | 0               | 1                | 0                 | 1     |
| 11    | Coreia do Sul   | 0               | 1                | 0                 | 1     |
| 15    | Austrália       | 0               | 0                | 1                 | 1     |
| 15    | Azerbaijão      | 0               | 0                | 1                 | 1     |
| 15    | Bielorrússia    | 0               | 0                | 1                 | 1     |
| 15    | Letônia         | 0               | 0                | 1                 | 1     |
| 15    | Moldávia        | 0               | 0                | 1                 | 1     |
| Total | Total           | 15              | 15               | 15                | 45    |

Quadro de medalhas nos levantamentos + total combinado
| Ordem | País            | Medalha de ouro | Medalha de prata | Medalha de bronze | Total |
| ----- | --------------- | --------------- | ---------------- | ----------------- | ----- |
| 1     | China           | 19              | 7                | 7                 | 33    |
| 2     | Irão            | 4               | 1                | 0                 | 5     |
| 3     | Turquia         | 3               | 7                | 9                 | 19    |
| 4     | Bulgária        | 3               | 5                | 2                 | 10    |
| 5     | Egito           | 3               | 0                | 0                 | 3     |
| 6     | Tailândia       | 2               | 4                | 2                 | 8     |
| 7     | Ucrânia         | 2               | 1                | 4                 | 7     |
| 8     | Roménia         | 2               | 1                | 1                 | 4     |
| 9     | Catar           | 2               | 1                | 0                 | 3     |
| 10    | Rússia          | 1               | 7                | 4                 | 12    |
| 11    | Coreia do Norte | 1               | 1                | 1                 | 3     |
| 12    | Bielorrússia    | 1               | 0                | 3                 | 4     |
| 13    | Austrália       | 1               | 0                | 2                 | 3     |
| 14    | Moldávia        | 1               | 0                | 1                 | 2     |
| 15    | Indonésia       | 0               | 3                | 1                 | 4     |
| 16    | Coreia do Sul   | 0               | 2                | 2                 | 4     |
| 17    | Hungria         | 0               | 2                | 1                 | 3     |
| 18    | Letônia         | 0               | 1                | 1                 | 2     |
| 19    | Taipé Chinesa   | 0               | 1                | 0                 | 1     |
| 19    | Polónia         | 0               | 1                | 0                 | 1     |
| 21    | Azerbaijão      | 0               | 0                | 2                 | 2     |
| 22    | Canadá          | 0               | 0                | 1                 | 1     |
| 22    | Equador         | 0               | 0                | 1                 | 1     |
| Total | Total           | 45              | 45               | 45                | 135   |

## Classificação por equipe
| Posição | Equipe   | Pontos |
| ------- | -------- | ------ |
| 1       | China    | 541    |
| 2       | Turquia  | 509    |
| 3       | Rússia   | 395    |
| 4       | Bulgária | 378    |
| 5       | Roménia  | 362    |
| 6       | Irão     | 361    |

| Posição | Equipe    | Pontos |
| ------- | --------- | ------ |
| 1       | China     | 474    |
| 2       | Tailândia | 425    |
| 3       | Bulgária  | 418    |
| 4       | Rússia    | 398    |
| 5       | Ucrânia   | 391    |
| 6       | Índia     | 325    |

## Participantes
Um total de 505 halterofilistas de 67 nacionalidades participaram do evento.
| - Albânia (4) - Argélia (4) - Argentina (2) - Armênia (9) - Austrália (8) - Áustria (2) - Azerbaijão (8) - Bielorrússia (15) - Bulgária (14) - Camarões (2) - Canadá (15) - China (15) - Taipé Chinesa (12) - Colômbia (15) - Croácia (1) - Chéquia (13) - República Dominicana (4) - Equador (3) - Egito (13) - El Salvador (4) - Estados Federados da Micronésia (1) - Finlândia (3) - França (13) | - Alemanha (9) - Grã-Bretanha (6) - Grécia (5) - Guiana (1) - Hong Kong (1) - Hungria (14) - Índia (9) - Indonésia (10) - Irão (7) - Iraque (8) - Irlanda (1) - Itália (15) - Japão (15) - Cazaquistão (13) - Letônia (1) - Lituânia (4) - México (7) - Moldávia (5) - Nauru (5) - Países Baixos (1) - Nigéria (7) - Coreia do Norte (6) - Papua-Nova Guiné (1) | - Peru (2) - Polónia (15) - Porto Rico (4) - Catar (4) - Roménia (9) - Rússia (15) - Arábia Saudita (8) - Singapura (1) - Eslováquia (4) - Coreia do Sul (15) - Espanha (15) - Suíça (2) - Síria (4) - Tailândia (7) - Tunísia (3) - Turquia (15) - Turquemenistão (4) - Ucrânia (15) - Estados Unidos (15) - Uzbequistão (7) - Venezuela (10) |